# Manuela Lutze
Manuela Lutze (* 20. März 1974 in Blankenburg (Harz)) ist eine ehemalige deutsche Rudersportlerin.

## Leben

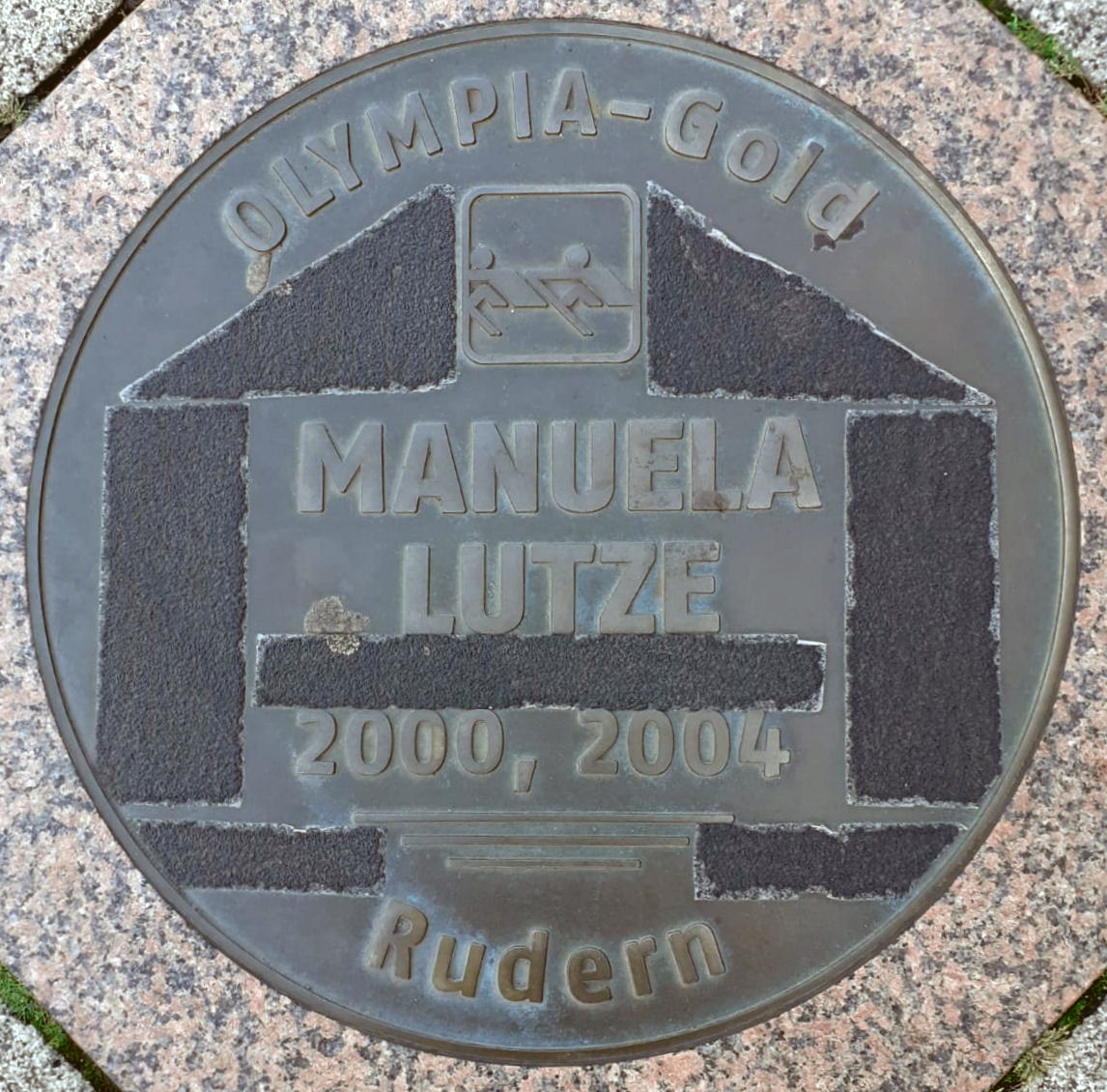
Sports Walk of Fame in Magdeburg

Sie lebte seit 1987 in Magdeburg und kam über die Leichtathletik zum Rudern. Nach ihrem Olympiadebüt 1996 in Atlanta im Doppelzweier (Platz 5), spezialisierte sich Lutze auf den Doppelvierer. Fünfmal wurde sie Weltmeisterin in diesem Boot (1997, 1998, 1999, 2001, 2002) und einmal Dritte (2003).
Bei den Olympischen Sommerspielen 2000 in Sydney und 2004 in Athen wurde sie jeweils Olympiasiegerin im Doppelvierer. Nach 2004 hatte sie ihre Karriere beendet, begann aber 2006 wieder mit dem Rudern und gewann bei den Spielen 2008 in Peking die Bronzemedaille.
Für ihre sportlichen Leistungen erhielt sie am 16. März 2005 das Silberne Lorbeerblatt.
Ihr Heimatverein ist der RC Magdeburg. Sie arbeitete als Steuerberaterin bei PricewaterhouseCoopers. Die Stadt Blankenburg ernannte Lutze zur Ehrenbürgerin.